# 贾玛清真寺
贾玛清真寺，也称加满清真寺，聚礼清真寺，主麻日清真寺。贾玛、加满、加买、加米、加曼源自阿拉伯语：‎，意为聚礼，衍生至波斯語：‎，以及維吾爾語：جامە‎，等等。贾玛清真寺举办每周五（主麻日）的聚礼以及其他重要宗教活动，规模较大。

## 典型的例子

### 中国
中华人民共和国新疆维吾尔自治区维吾尔等民族地区的加满清真寺（維吾爾語：جامە مەسچىتى‎，拉丁维文：‎），主要建在县城穆斯林聚居地。
新疆著名的加满清真寺有：
- 喀什地区喀什市香妃墓陵园内的加满清真寺；
- 喀什地区莎车县的莎车加满清真寺；
- 喀什地区叶城县的叶城加满清真寺；
- 阿克苏地区库车市的库车加满清真寺；
- 和田地区和田市的加买清真寺。

### 印度
- 贾玛清真寺 (德里)，一座位于印度德里的清真寺。
- 贾玛清真寺 (列城)，一座位于印度拉达克地区列城的清真寺。
- 贾玛清真寺 (南部)，一座位于印度孟买的清真寺。
- 贾玛清真寺 (阿格拉)，一座位于印度阿格拉的清真寺。
- 贾玛清真寺 (法泰赫普尔西克里)，一座位于印度法泰赫普尔西克里的清真寺。

### 伊朗
- 伊斯法罕聚礼清真寺
- 亚兹德聚礼清真寺